# Boeing Defense, Space & Security
La Boeing Defense, Space & Security (BDS), in precedenza nota come Boeing Integrated Defense Systems (IDS) è una divisione della Boeing cui fanno capo le attività che riguardano la produzione di velivoli militari, aerospaziali e dei rispettivi servizi di supporto (logistica, formazione, manutenzione, aggiornamento).
Fu costituita nel luglio del 2002 unificando le attività precedentemente inquadrate nelle divisioni Military Aircraft and Missile Systems e Space and Communications. La sede principale è situata a Berkeley, sobborgo di Saint Louis.

## Storia
Il 10 luglio 2002 la Boeing, realizzando un progetto di razionalizzazione dei propri assets, riunì sotto un unico marchio le attività produttive facenti capo alle divisioni che realizzavano prodotti e sistemi per la difesa, le attività aerospaziali, l'intelligence ed i sistemi di comunicazione. Il ramo d'azienda così realizzato venne identificato con il nome di Integrated Defense Systems; il quartier generale venne localizzato negli uffici di Saint Louis.

## Organizzazione
(I dati, tratti dal sito ufficiale della Boeing, sono aggiornati al dicembre 2011).
L'IDS, in un secondo tempo ridenominata Boeing Defense, Space & Security (BDS), è organizzata in quattro divisioni operative:
- Boeing Military Aircraft: si occupa della produzione di velivoli militari da combattimento, ricognizione, avvistamento e trasporto, missili, velivoli senza pilota;
  - velivoli da combattimento:
    - AH-64D Apache;
    - EA-18G Growler;
    - F-15E Strike Eagle
    - F-15 Silent Eagle
    - F/A-18E/F Super Hornet;

  - velivoli da trasporto:
    - C-17 Globemaster III;
    - CH/MH-47 Chinook;
    - KC-46A (in corso di sviluppo);
    - KC-767 (programma internazionale in corso di realizzazione);
    - V-22 Osprey;

  - velivoli da addestramento:
    - Boeing T-7 Red Hawk

  - velivoli da ricognizione ed avvistamento:
    - E-3 Sentry;
    - P-8A Poseidon;
    - 737 AEW&C;

  - missili e velivoli senza pilota:
    - A160T Hummingbird;
    - Harpoon Block II;
    - Integrator[3];
    - Joint Direct Attack Munition;
    - Patriot Advanced Capability-3;
    - ScanEagle;
    - SLAM-ER;
    - Small Diameter Bomb;
    - Boeing A160
    - Boeing CQM-121 Pave Tiger
- Network & Space Systems: le attività comprendono sistemi elettronici, sistemi operativi di missione, sistemi di difesa missilistica, sistemi di comunicazione; satelliti ed altri sistemi di intelligence; attività di esplorazione spaziale;
  - tra i sistemi di difesa:
    - Airborne Laser Testbed;
    - Arrow;
    - HEL;
    - Laser Avenger;
    - sviluppo di sistemi basati sul Laser a elettroni liberi (FEL  - Free Electron Laser);

  - realizzazione di satelliti per il sistema GPS e per il sistema Wideband Global SATCOM;
  - programmi spaziali in genere (in particolare collabora alla realizzazione della Stazione spaziale internazionale);
- Global Services & Support: offre sistemi di supporto operativo, logistico, manutenzione, addestramento ed aggiornamento per gli acquirenti dei prodotti realizzati.
- Phantom Works: si tratta del ramo R&S, il cui obiettivo principale consiste nello sviluppo di tecnologie e prodotti avanzati (molti dei quali classificati).

La Boeing Defense, Space & Security partecipa anche a due joint venture:
- United Launch Alliance: realizzata nel dicembre del 2006 con la Lockheed Martin, fornisce servizi per lanci aerospaziali per il Dipartimento della Difesa degli Stati Uniti, la NASA ed organizzazioni internazionali e straniere;
- United Space Alliance: costituita nell'agosto del 1995 unitamente alla Lockheed Martin, si occupa prevalentemente dei voli spaziali dello Space Shuttle e delle missioni relative alla Stazione Spaziale Internazionale.